# 福克F.IV
福克F.IV（荷蘭語：Fokker F.IV）是一款由荷蘭福克飛行器公司研發的飛機，只生產了2架，用來出口至美國。

## 歷史
1920年末，當時美國對德國在大戰時所製造的戰機感興趣，於是邀請安东尼·福克前往美國。美方向福克下訂單，訂購兩架V.40戰機和兩架福克F.IV。福克F.IV的載客量可達12人，機師的座位是露天的。兩架F.IV生產好後，以船運方式在1922年3月交付到美國，美方給予F.IV的代號為T-2。雖然福克公司希望隨著客運量上升，航空公司會對這款高載客量的飛機感興趣，但F.IV在當時算是龐然大物，只生產了兩架就結束。

## 性能
基本诸元
- 乘员： 1人
- 载客量： 12人
- 长度： 15.00公尺（49英呎3英吋）
- 翼展： 24.80公尺（81英呎4英吋）
- 高度： 3.34公尺（11英呎0英吋）
- 翼面积： 34.6平方公尺（372平方英呎）
- 空重： 2,250公斤（4,960磅）
- 总重： 3,460公斤（7,630磅）
- 发动机： 1 × 帕卡德製Liberty L12活塞引擎，298千瓦（400匹馬力）

性能
- 最大速度： 150公里/時（93英里/時）
- 航程： 4,100公里（2,550英里）
- 实用升限： 3,200公尺（10,500英呎）